# Jan Valeskog
Jan Olof Valeskog, född 21 januari 1958 i Västanfors församling i Fagersta, är en svensk socialdemokratisk politiker och stadsbyggnads- och idrottsborgarråd i Stockholms stad.
Valeskog har tidigare varit stadsbyggnadsborgarråd i Stockholm från november 2017, då han efterträdde Roger Mogert, till oktober 2018 då han efter valet blev oppositionsborgarråd.  Valeskog var tidigare biträdande finansborgarråd. Han är gift med  Lena Nyberg.